# Buen día, día
Buen día, día es el primer y único álbum de estudio solista de Miguel Abuelo, editado por Interdisc en 1984.

## Historia
Al margen de su actividad paralela con Los Abuelos de la Nada, en junio de 1984 Miguel Abuelo aprovecha para terminar su ansiado disco solista, que venía preparando desde un par de años atrás. 
Con participaciones de casi todos los músicos que lo han rodeado a lo largo de su carrera, incluidos los mismos Abuelos, Miguel graba un álbum ecléctico donde reúne al pop rock con el funk y otros ritmos. 
Entre los temas del álbum figura una versión del clásico del rock argentino, "La balsa", más la grabación de una de sus primeras canciones, "Mariposas de madera", esta vez cantando junto a su hijo Gato Azul Peralta.
Como curiosidad, "La balsa" y "Va Silvestre bajo el sol" fueron grabados en París en 1978.
El disco no tuvo demasiada repercusión, eclipsado por el éxito de Los Abuelos de la Nada, sin embargo logró mantenerse a lo largo del tiempo como un clásico de la discografía de Miguel Abuelo y del pop argentino de los años 80s.

## Lista de temas
1. "La balsa" (Litto Nebbia; Tanguito) 3:35
2. "Pica mi caballo" (versión de "El fiel enamorado", del autor cubano Paquito Portela) 2:26
3. "La mujer barbuda" (Miguel Abuelo) 2:54
4. "Americano soy del sur" (Miguel Abuelo; Coqui Reca) 4:02
5. "Apurate Josefina" (Miguel Abuelo) 2:33
6. "Verilí" (Miguel Abuelo) 2:03
7. "Días de Kuberito Díaz" (Miguel Abuelo; Cachorro López) 3:56
8. "Va Silvestre bajo el sol" (Miguel Abuelo; Carlos Joannas) 3:43
9. "Mariposas de madera" (Miguel Abuelo) 4:12
10. "Buen día, día" (Miguel Abuelo) 6:28

## Músicos
- Miguel Abuelo: voz principal y coros, guitarra acústica y percusiónes

- Claudio Gabis, Gringui Herrera y Carlos Johannas: guitarras

- Juan del Barrio, Denis Coutard, Fito Páez, Diego Rapoport y Rene Greco, teclados

- Cachorro López, Beto Satragni, Chocolate Fogo y Gustavo Gabetta: bajo
- Polo Corbella, Osvaldo Fattoruso, Cristian Jaurellia: batería y percusiónes

- Alfredo Desiata: saxofón

- Jorge Granata: trompeta
- Bicho Casalla: trombón
- Rubén Izaurralde: flauta y coros

- Fernando Javier Dahini: violín

- Ricardo Olharte: Congas y bongos

- Alejandro De Racco: Sitar, tablas y armonio
- Gato Azul Peralta, Horacio Fontova, Andrés Calamaro, Miguel Cantilo, Piero, Ana e Isabel De La Pregne: coros